# Koop Schra
Koop Schra (Giethoorn, 17 augustus 1917 - Woeste Hoeve, 8 maart 1945) was een Nederlandse landbouwer en verzetsstrijder in de Tweede Wereldoorlog.

## Levensloop
Schra was de zoon van landbouwer Tiemen Schra (1890-1980) en Jacobje Bouwmeester (1895-1977). De familie woonde aan de Westerborkerstraat I.12 in het Drentse Lieving. Tijdens de oorlog was Schra een naaste medewerker in het verzet van de politieman Nico Viëtor, het plaatselijke LO-hoofd. Hij hielp bij het onderbrengen van joden en neergestorte piloten, de verzorging van onderduikers en het vervoer van wapens. De joodse familie Kats zat sinds 1942 op de boerderij van zijn ouders ondergedoken. In juni 1944 werden zij verplaatst naar de boerderij van Lammert Zwanenburg, omdat er bij de Schra's Duitsers ingekwartierd werden.
Op de boerderij van Zwanenburg leerde Schra Geessien Bleeker kennen. Zij werd er door het verzet van verdacht een aantal mensen in Groningen te hebben verraden en werd daarom vastgehouden op de boerderij van Zwanenburg. De verdenkingen namen echter af, omdat zij zich van haar goede kant liet zien en hielp bij het verbergen van joodse onderduikers tijdens een inval. Zij kwam daardoor veel te weten. Bleeker trad opnieuw op als verraadster toen zij in februari 1945 in Duitse handen viel nadat een illegale radiozender was opgerold in het huis waar zij zich bevond. 
Bleeker noemde onder andere de naam van Schra. Op 23 februari 1945 deed de Sicherheitsdienst een inval in zijn ouderlijk huis. Schra's moeder was als enige thuis, maar Koop Schra werd vervolgens op straat aangehouden. Een dag ervoor was de joodse familie Kats vanaf de boerderij van de familie-Zwanenburg gearriveerd, maar zij werden niet gevonden omdat de SD geen huiszoeking deed. Die huiszoeking volgde op 1 maart 1945 alsnog. De Landwacht vond onder andere de bezittingen van de familie Kats en twee radio's. Tiemen Schra werd meegenomen naar het Huis van Bewaring in Assen. Vandaar uit werd hij op transport gezet naar Neuengamme, maar overleefde de oorlog.
Koop Schra was evenals zijn vader overgebracht naar het Huis van Bewaring in Assen. Van Schra is een plank bekend waar hij in de gevangenis zijn naam in heeft gekerfd. In de nacht van 6 op 7 maart 1945 raakte de SS-officier Hanns Albin Rauter, de Duitse leider van de politie in Nederland, bij de Woeste Hoeve op de oostelijke Veluwe zwaargewond bij een toevallige aanslag. Op 8 maart 1945 executeerden de Duitse bezetters als wraak 117 gevangenen bij de plaats van de aanslag, waaronder vier andere personen die als gevolg van het verraad door Bleeker in Duitse handen waren gevallen (Pleunis Dubbeldam, Harmanus Schipper, Jan Vroom en Piet van de Velde).

## Persoonlijk
Schra was verloofd.